# Arszuna
Arszuna (arab. عرشونة) – wieś w Syrii, w muhafazie Hama. W 2004 roku liczyła 865 mieszkańców.